# San Girolamo (Mantegna)
San Girolamo penitente è un dipinto, tempera su tavola (48x36 cm), attribuito ad Andrea Mantegna, databile al 1449-1450 circa e conservato nel Museu de Arte di San Paolo del Brasile.

## Storia
L'opera viene in genere attribuita al primo periodo dell'attività dell'artista, subito dopo l'indipendenza dalla bottega di Francesco Squarcione (1448) e in relazione al primo viaggio a Ferrara (1449) alla corte di Leonello d'Este. Libero dalle incombenze di bottega, che lo avevano impegnato in opere devozionali per conto terzi, Mantegna si dedicò a soddisfare commissioni private di vario genere. Quest'opera in particolare si pensa che sia stata richiesta dal poeta e umanista Ulisse degli Aleotti: Girolamo dopotutto era il santo studioso, la cui figura incarnava gli ideali degli stessi umanisti.
Nel Kupferstichkabinett di Berlino esiste un disegno di san Girolamo che legge accanto al leone, datato in genere a questi stessi anni, dove il santo ha fattezze molto simili a quelle del dipinto, ma una postura diversa: potrebbe trattarsi di un disegno preparatorio per questa composizione o di uno studio per un'altra opera simile perduta.

## Descrizione e stile
Da un punto di vista iconografico l'opera fonde le due tradizionali rappresentazioni di san Girolamo: quella come dotto traduttore della Bibbia (il san Girolamo nello studio) e quella di eremita e penitente (il san Girolamo nel deserto), usata anche ad esempio da Piero della Francesca in quegli stessi anni (San Girolamo penitente della Gemäldegalerie di Berlino). Il santo è infatti dipinto in una grotta nel deserto con un rudimentale banco dove si trovano dei libri e la penna, che simboleggiano i suoi studi. D'altro canto egli tiene in mano un rosario e sembra in atto di meditare, mentre guarda al cappello cardinalizio gettato in terra. Accanto a lui sta accovacciato il fedele leone, a cui il santo aveva tradizionalmente tolto una spina dal piede, facendoselo amico. In alto nella grotta, in ombra e seminascosto, si trova il crocifisso, altro elemento tipico delle rapprersentazioni del santo. In basso si trova anche uno zoccolo, un dettaglio che sembra preso a prestito dalla pittura fiamminga, che Mantegna aveva potuto certamente osservare nelle collezioni estensi. Su una trave appesa nella grotta sono appoggiati due martelli, forse da mettere in relazione con la Passione di Cristo. In alto, fuori dalla grotta, sta appollaiato un barbagianni, animale legato tradizionalmente alle credenze magiche e superstiziose, combattute col lume della ragione.
Protagonista della rappresentazione è poi il grandioso paesaggio, che ricorre anche da un'apertura della grotta stessa, dilatando in profondità la rappresentazione. Le rocce aspre e composte a più strati sono un elemento che si ritrova in molte opere dell'artista, come da esempio l'Orazione nell'orto.